# سينيدا ميسي
سينيدا ميسي (بالإنجليزية: Senida Mesi)‏، هي سياسية وأُستاذة ألبانية، وُلدت في 16 ديسمبر 1977 تخرجت من جامعة تيرانا من قسم إدارة الأعمال، وقد شغلت منصب نائب رئيس الوزراء في تيرانا، مُنذُ أغسطس 2017 وحتى 17 يناير 2019.

## حياتها
وُلدت سينيدا ميسي في إشقودرة، ألبانيا في 16 ديسمبر 1977. في عام 2000، تخرَّجت من قسم إدارة الأعمال في جامعة تيرانا. في عام 2013، اعتُمدت مُحاسبةً. ألقت ميسي محاضرات في جامعة شكودر «لويج غوراكوكي» حتى انتُخبت للبرلمان عام 2017.

## حياتها السياسية
انتُخبت عضوًا في المجلس البلدي لإشقودرة في عام 2015، ثم أصبحت عضوًا في المجلس البلدي لإشقودرة. وخلال الانتخابات البرلمانية لعام 2017، خاضت ميسي انتخابات عُضوية الحزب الاشتراكي. في 25 يونيو 2017، انتُخبت ميسي عضوًا في برلمان ألبانيا لإشقودرة. في أغسطس 2017، أعلن إيدي راما أنَّ ميسي ستكون نائبةً لرئيس الوزراء في الحكومة المقبلة للبلاد. وبالفعل 13 سبتمبر 2017، أصبحت نائبةً لرئيس مجلس الوزراء الألباني.